# Alexander Duncker

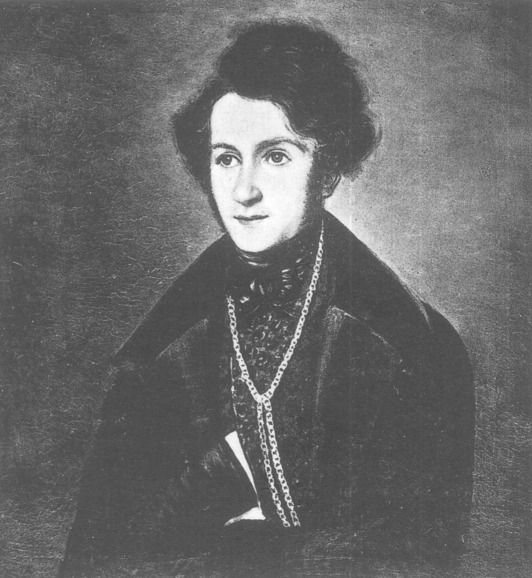
Alexander Duncker

Friedrich Wilhelm Alexander Duncker (* 18. Februar 1813 in Berlin; † 23. August 1897 ebenda) war ein deutscher Verleger und Buchhändler.

## Leben
Alexander Duncker entstammte einer aufstrebenden Berliner Buchhändlerfamilie. Seine Eltern waren Carl Friedrich Wilhelm Duncker (1781–1869) und Fanny Duncker geb. Levy, seine Brüder der Historiker und Politiker Maximilian Duncker (1811–1886), sowie der Verleger und Publizist Franz Duncker (1822–1888), Mitbegründer der Hirsch-Dunckerschen Gewerkvereine. Ein weiterer Bruder, Hermann Duncker (1817–1892), war Mitglied der preußischen Nationalversammlung und Berliner Bürgermeister.
Dunckers Vater hatte 1809 mit Peter Humblot den Verlag Duncker & Humblot gegründet, den er nach dem Tod seines Geschäftspartners 1828 allein weiterführte. Alexander Duncker begann dort 1829 seine Ausbildung. Nach weiteren Lehrjahren bei Perthes & Besser in Hamburg gründete er 1837 den Verlag Alexander Duncker. Darin brachte er vorwiegend Werke der schönen Literatur und der bildenden Kunst heraus. Zu seinen Autoren gehörten Thekla von Gumpert, Ida Hahn-Hahn, Paul Heyse, Karl von Holtei, August Kopisch, Fanny Lewald, Elise Polko, Christian Friedrich Scherenberg, Hermann von Pückler-Muskau und Friedrich von Uechtritz. Einigen von ihnen verhalf er zur ersten Bekanntheit, so Emanuel Geibel, Wilhelm Jensen, Marie Petersen, Gustav Gans zu Putlitz und Theodor Storm.
1908 erwarb Dr. Hermann Kellermann den Alexander Duncker Verlag und verlegte den Firmensitz 1911 nach Weimar. Ab 1950 führte sein Sohn Otfried Kellermann (1915–2001) die Geschäfte von München aus weiter.
Alexander Duncker verfügte über weitreichende politische Verbindungen und stand mit König Friedrich Wilhelm IV. von Preußen in regem Briefwechsel. Später pflegte er Kontakte zu Kaiser Wilhelm. Seit 1841 trug er den Titel „Königlicher Hofbuchhändler“. Als Reserveoffizier nahm er an den Kriegen gegen Dänemark (1864), Österreich (1866) und Frankreich (1870/1871) teil. Zuletzt war er Oberstleutnant.
Alexander Duncker starb 1897 im Alter von 84 Jahren in Berlin. Er wurde auf dem Alten Zwölf-Apostel-Kirchhof in Schöneberg beigesetzt, wo elf Jahre zuvor auch sein Bruder Maximilian seine letzte Ruhestätte gefunden hatte. Im Gegensatz zum Grab von Maximilian Duncker ist das von Alexander Duncker nicht erhalten.
Seit 1837 war er mit Albertine Emilie Catharina Liebert verheiratet. Eine seiner Töchter war die Schriftstellerin Dora Duncker (1855–1916). 

## Sammlung Duncker

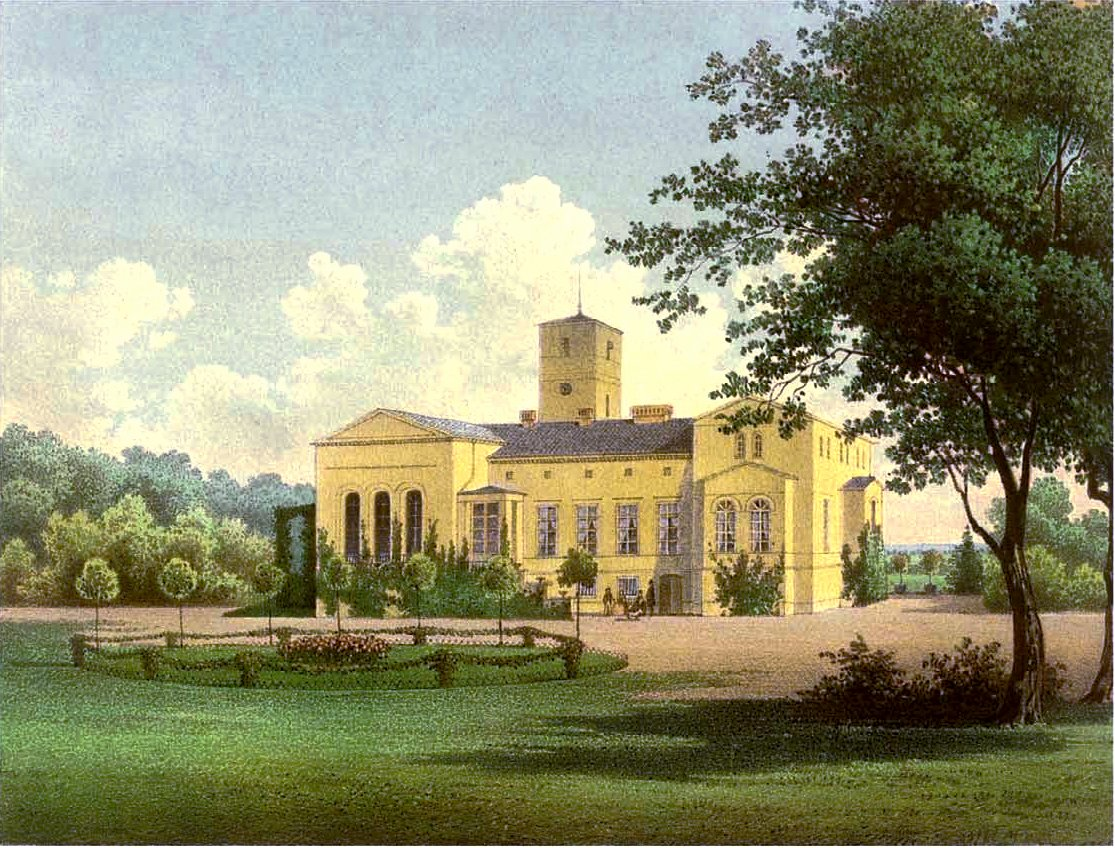
Beispiel einer Ansicht: Glietz, lithografische Umsetzung von Theodor Albert, lith. Anstalt: Winckelmann & Söhne

Sein Hauptwerk war eine Grafiksammlung preußischer Schlösser, die unter dem Titel Die ländlichen Wohnsitze, Schlösser und Residenzen der ritterschaftlichen Grundbesitzer in der preußischen Monarchie nebst den Königlichen Familien-, Haus-Fideicommiss- und Schatull-Gütern in naturgetreuen, künstlerisch ausgeführten, farbigen Darstellungen nebst begleitendem Text von 1857 bis 1883 in seinem Verlag erschien. In 320 Lieferungen oder 16 Bänden erschienen insgesamt 960 Ansichten mit farbigen Lithografien im Format 20 × 15 cm, die sich wie folgt auf die preußischen Provinzen aufteilen: 227 von Schlesien, 169 von Brandenburg, 138 von Sachsen, 120 der Rheinprovinz, 92 von Pommern, 72 von Preußen, 76 von Westfalen, 52 von Posen sowie 12 von Schleswig-Holstein und Hessen-Nassau. Der Preis pro Lieferung lag bei 1 ¼ Taler, später bei 4 Mark 25 Pfennig, was einem Gesamtpreis von 1360 Mark entspricht.
Ein weiteres Großprojekt war die Herausgabe der Politischen Correspondenz Friedrichs des Großen, die bei Dunckers Tod 1897 24 Bände umfasste und bis 1939 auf 46 Bände anwuchs. Dann unterbrachen der Zweite Weltkrieg und die Teilung Deutschlands die Fortsetzung der Sammlung. Erst 2003 konnte das Projekt mit Erscheinen des 47. Bandes wieder aufgenommen werden.

## Werke

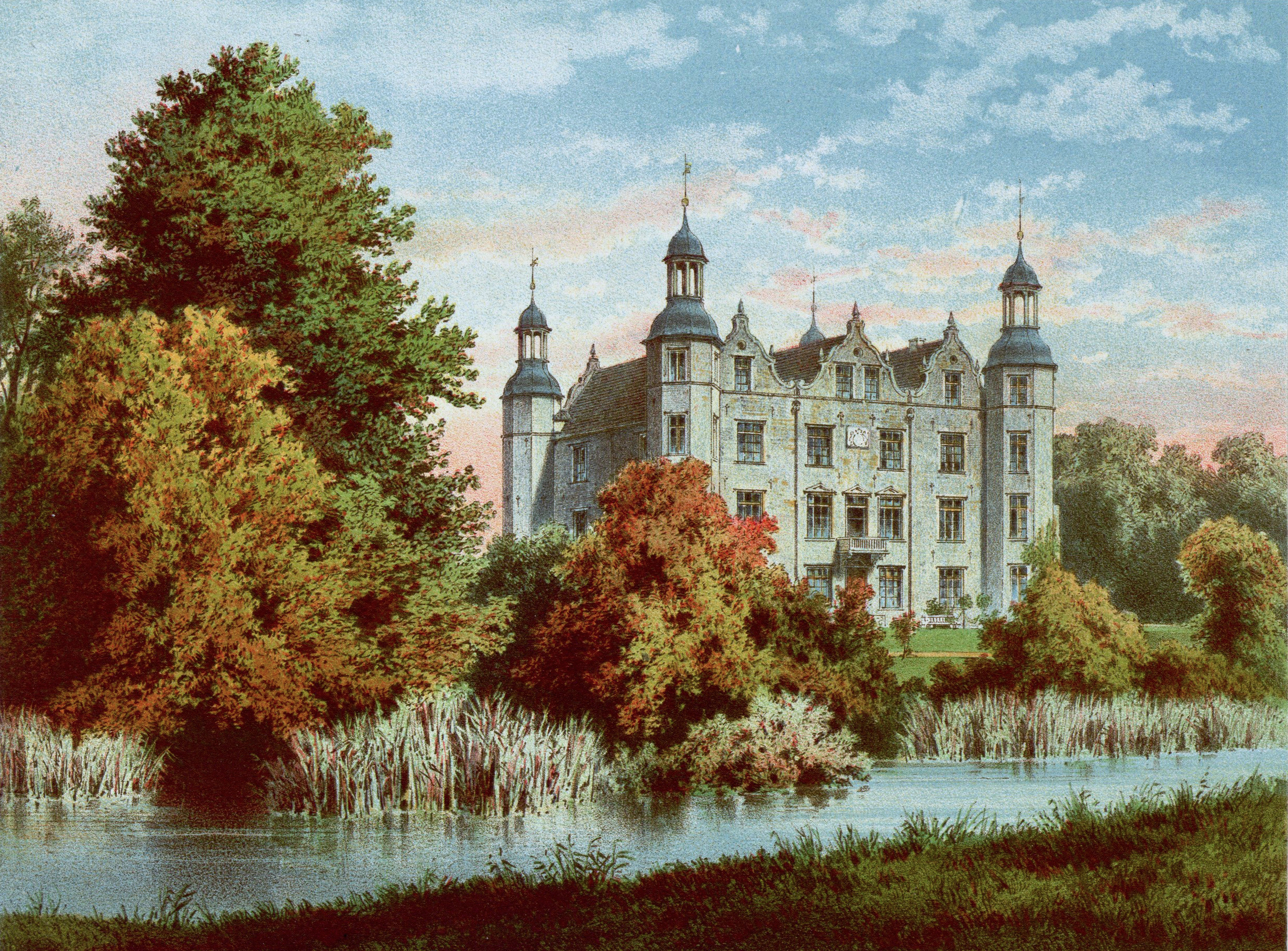
Schloss Ahrensburg in Schleswig-Holstein
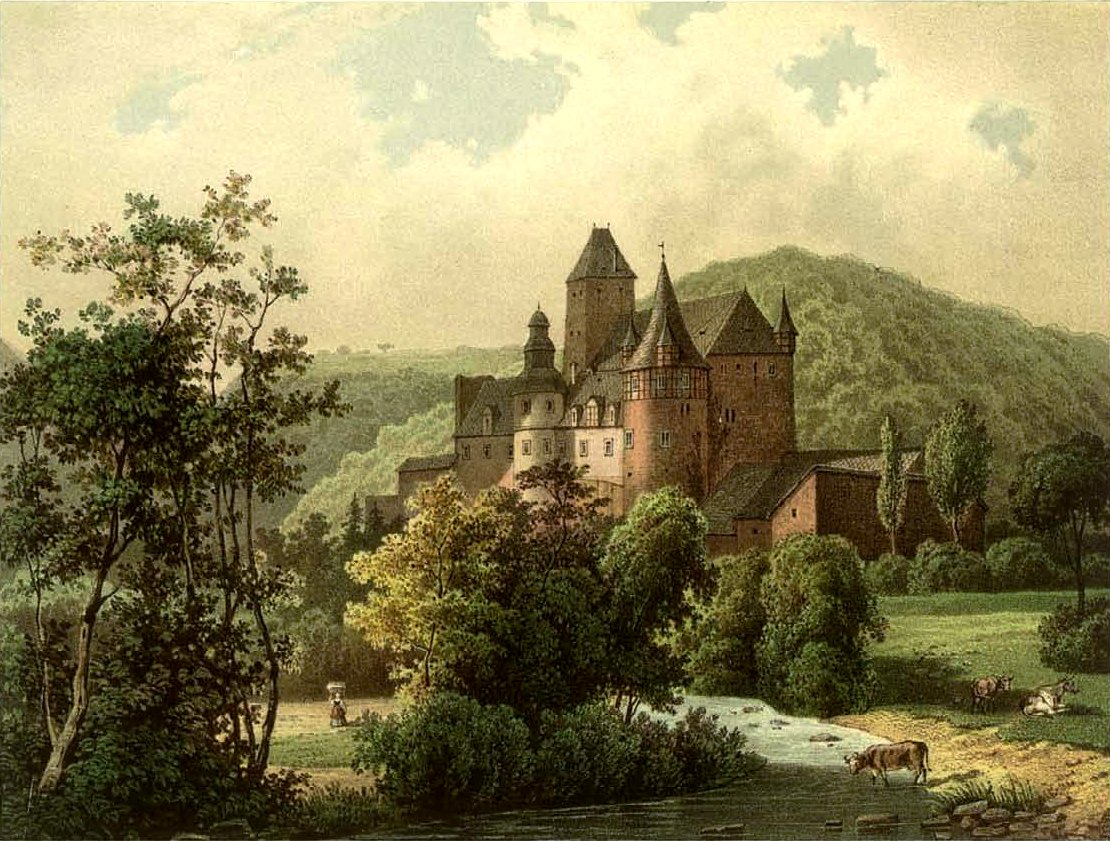
Schloss Bürresheim in der Eifel
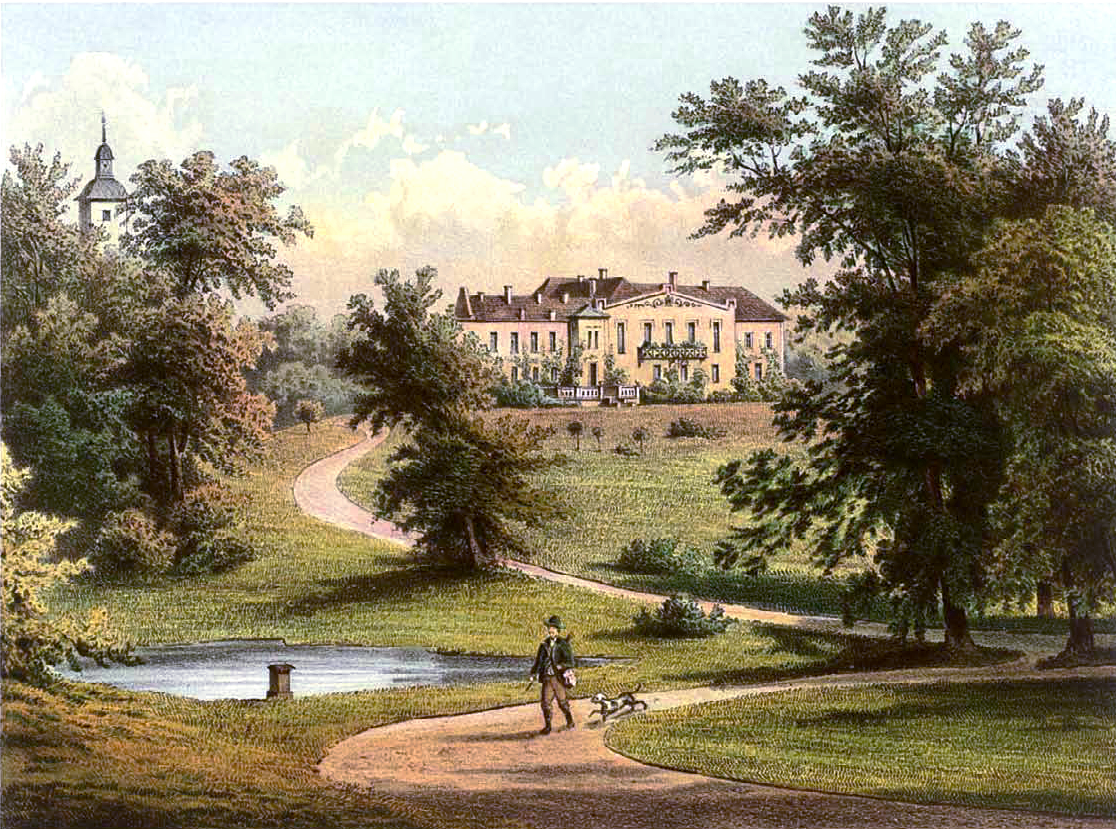
Schloss Dolzig in der Lausitz
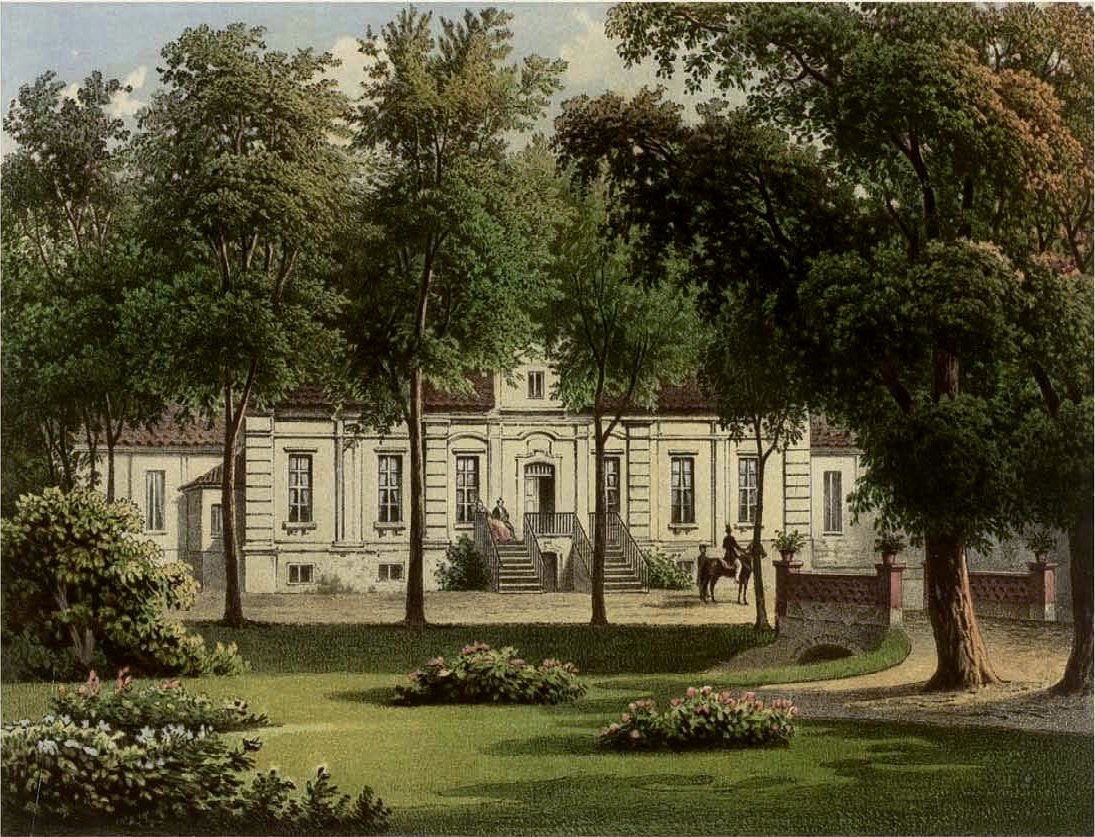
Rittergut Fredersdorf
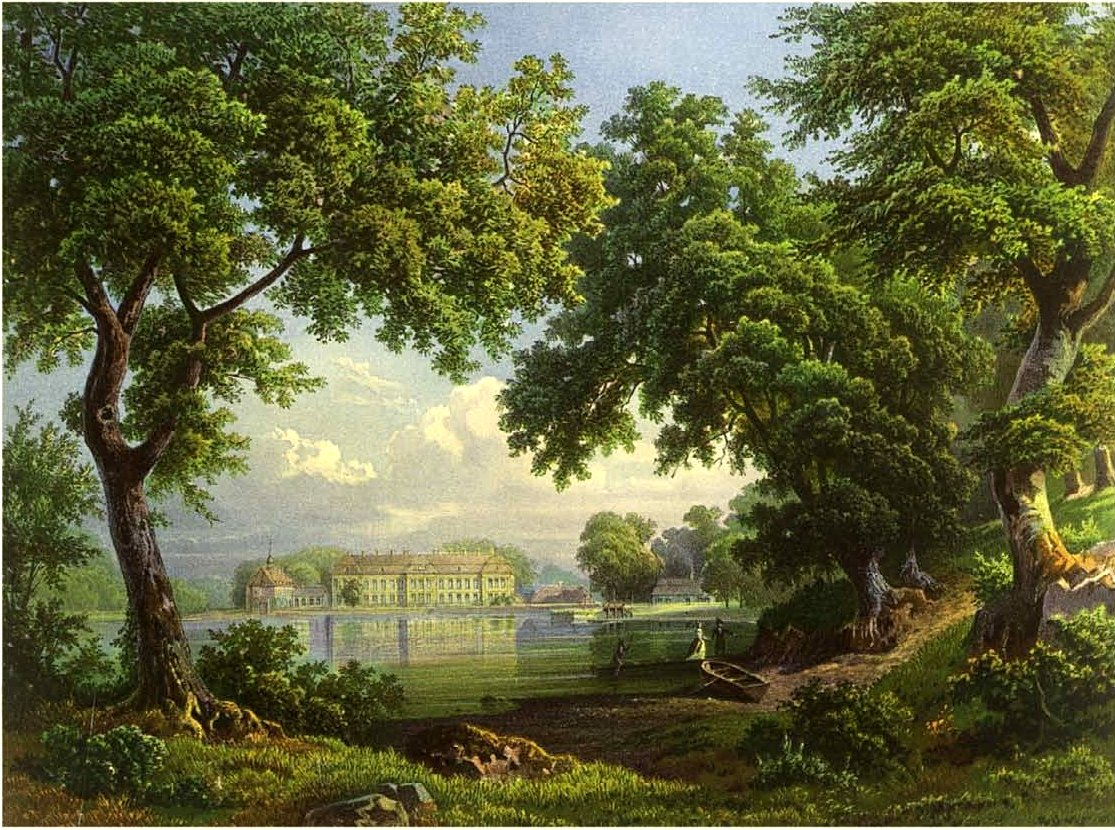
Schloss Friedrichstein in Ostpreußen
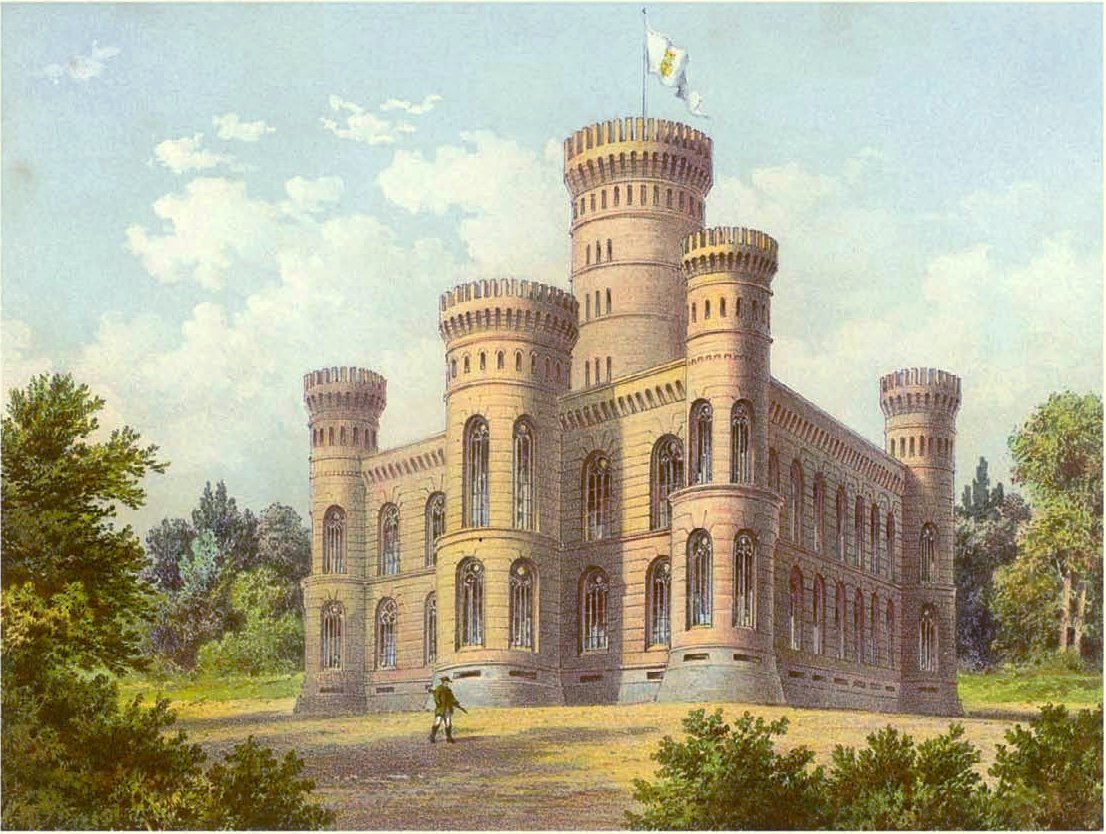
Jagdschloss Granitz auf Rügen
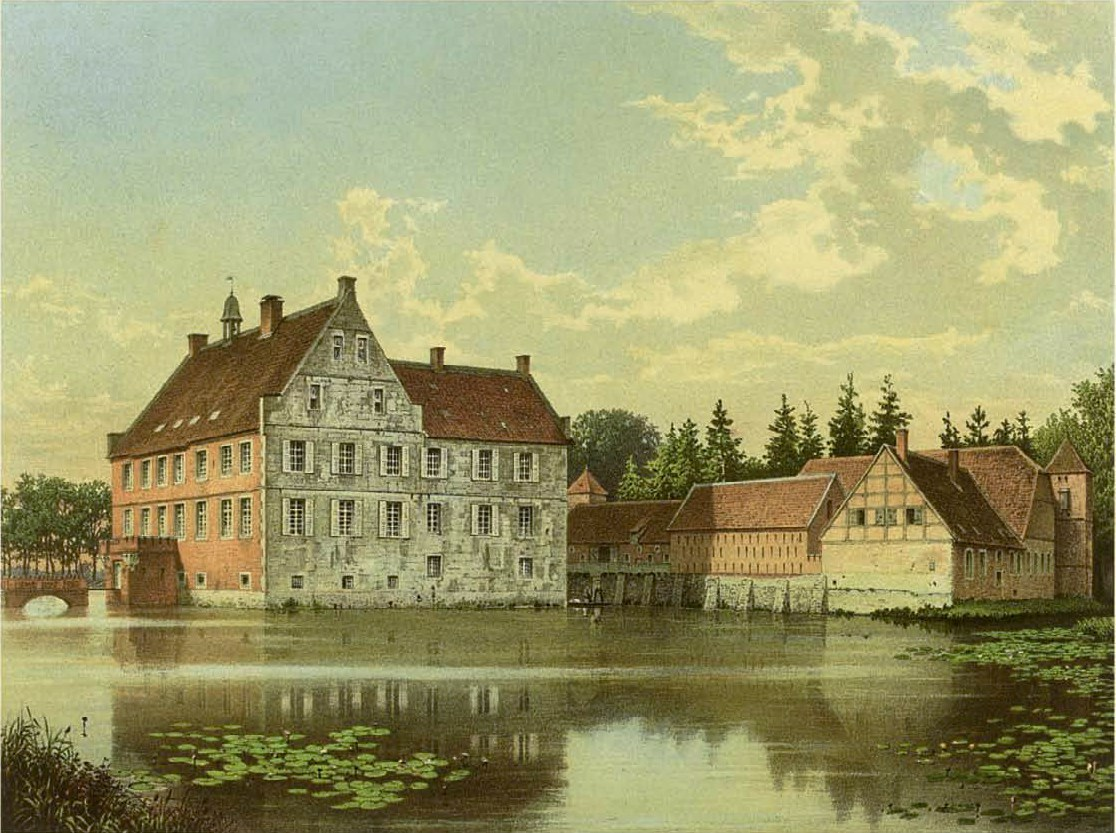
Burg Hülshoff
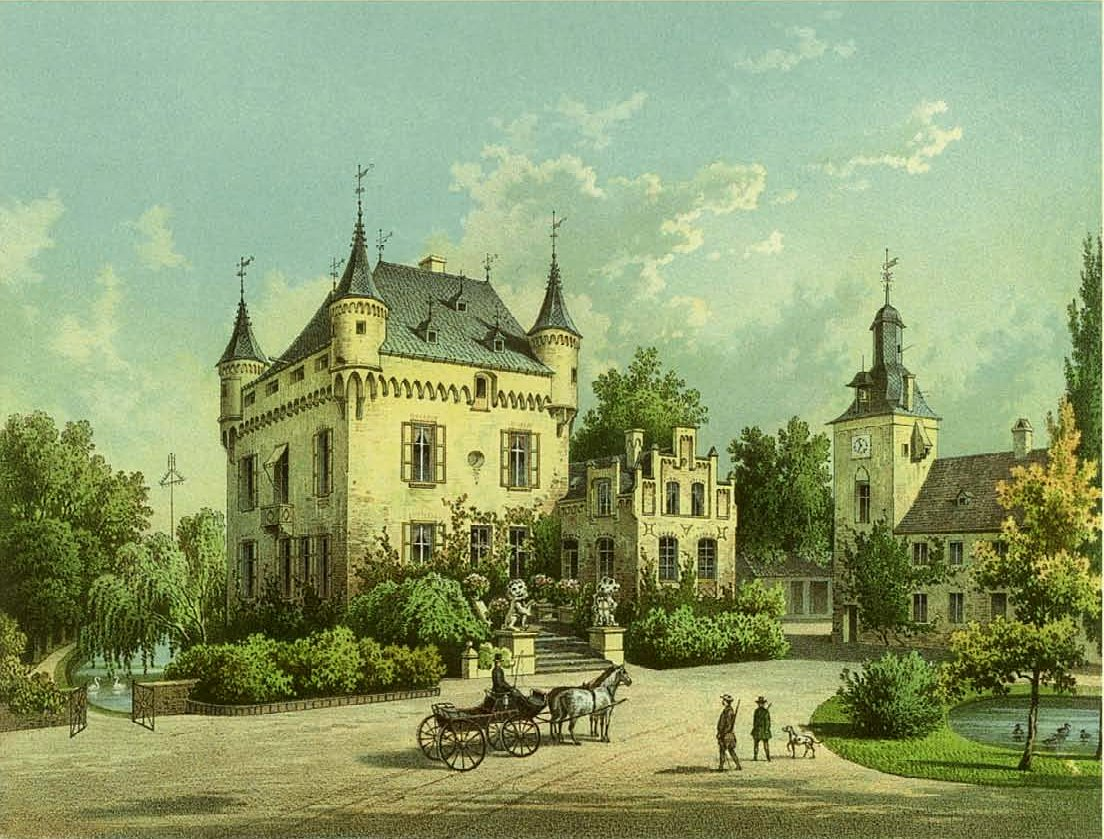
Schloss Loersfeld
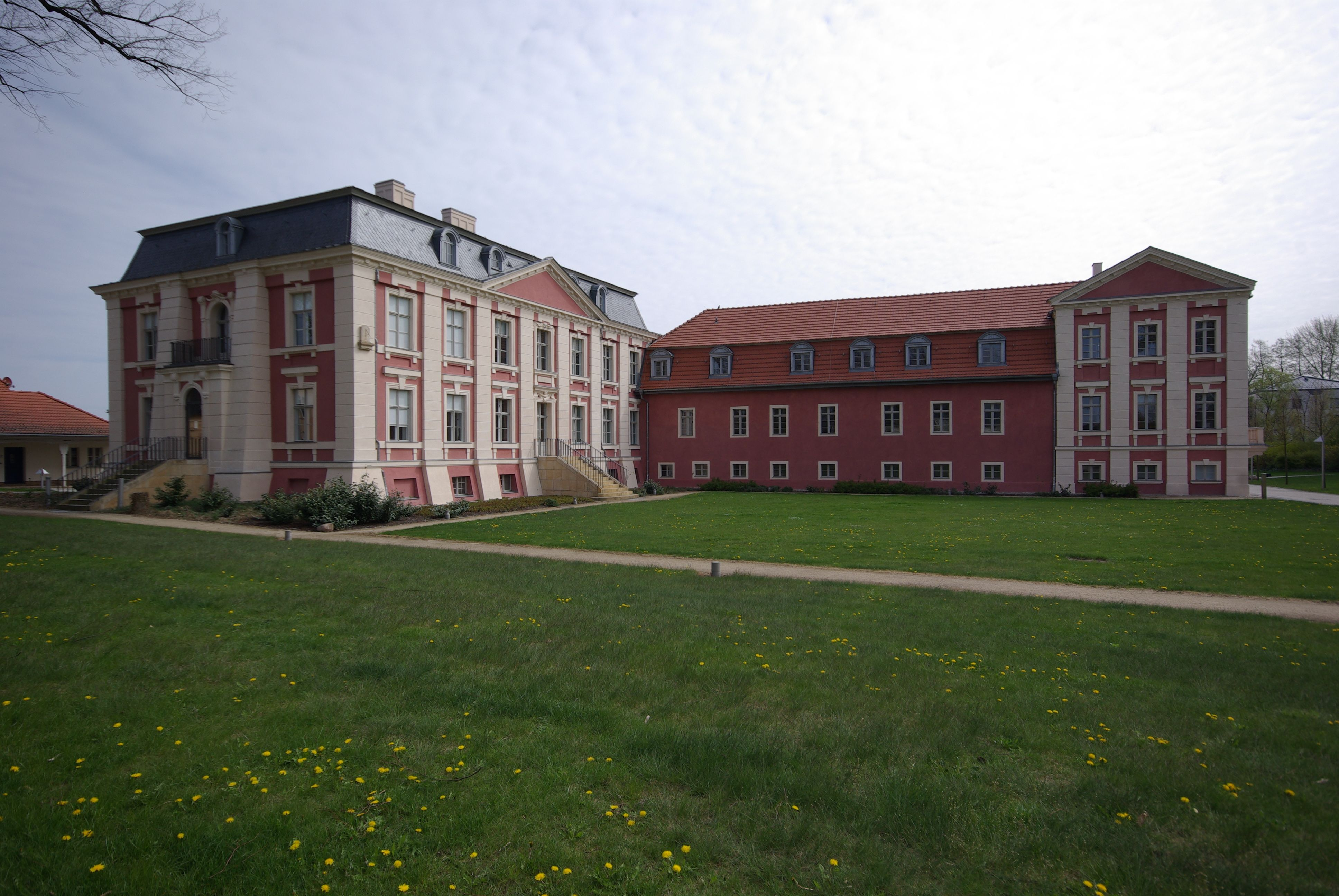
Gutshaus Plessow bei Potsdam
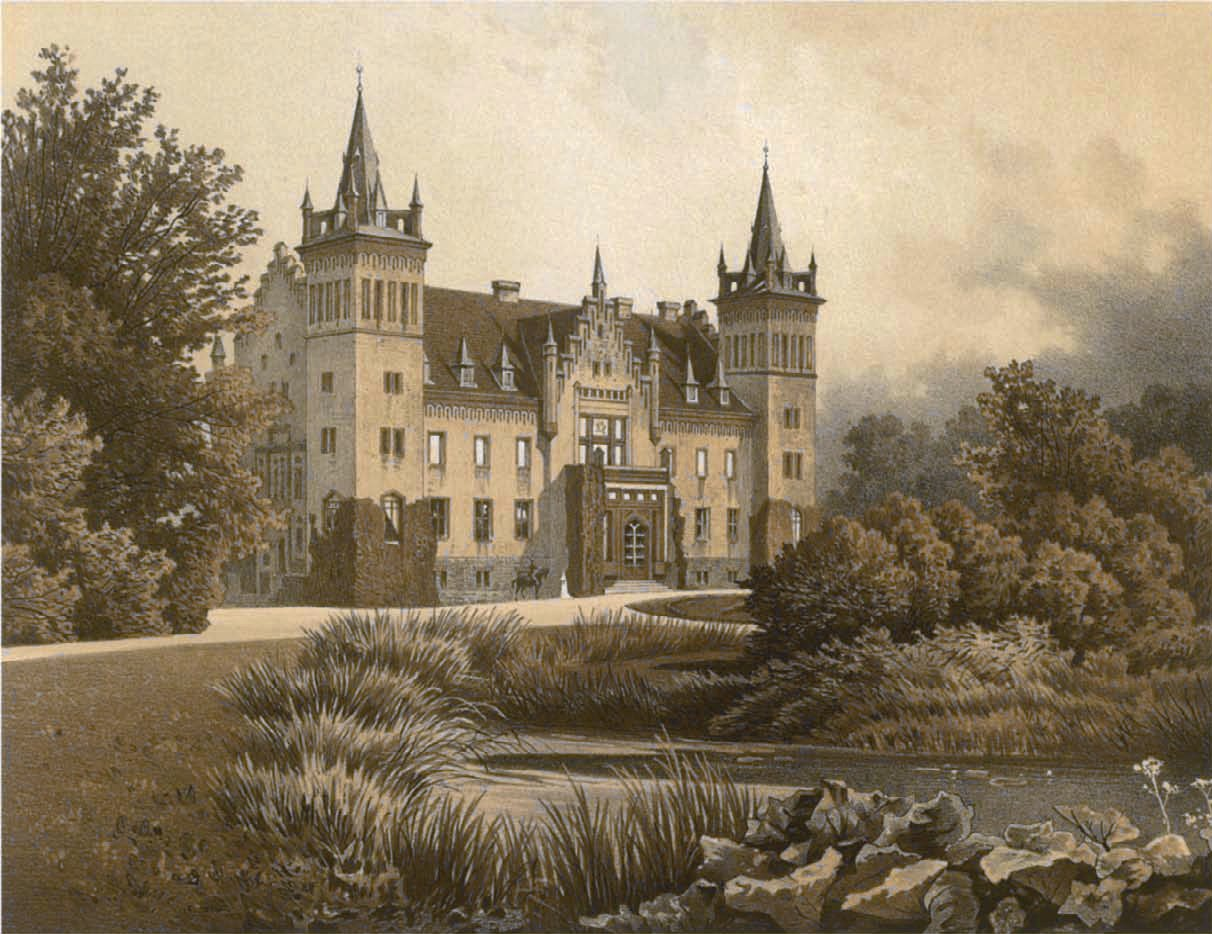
Gut Rozbitek
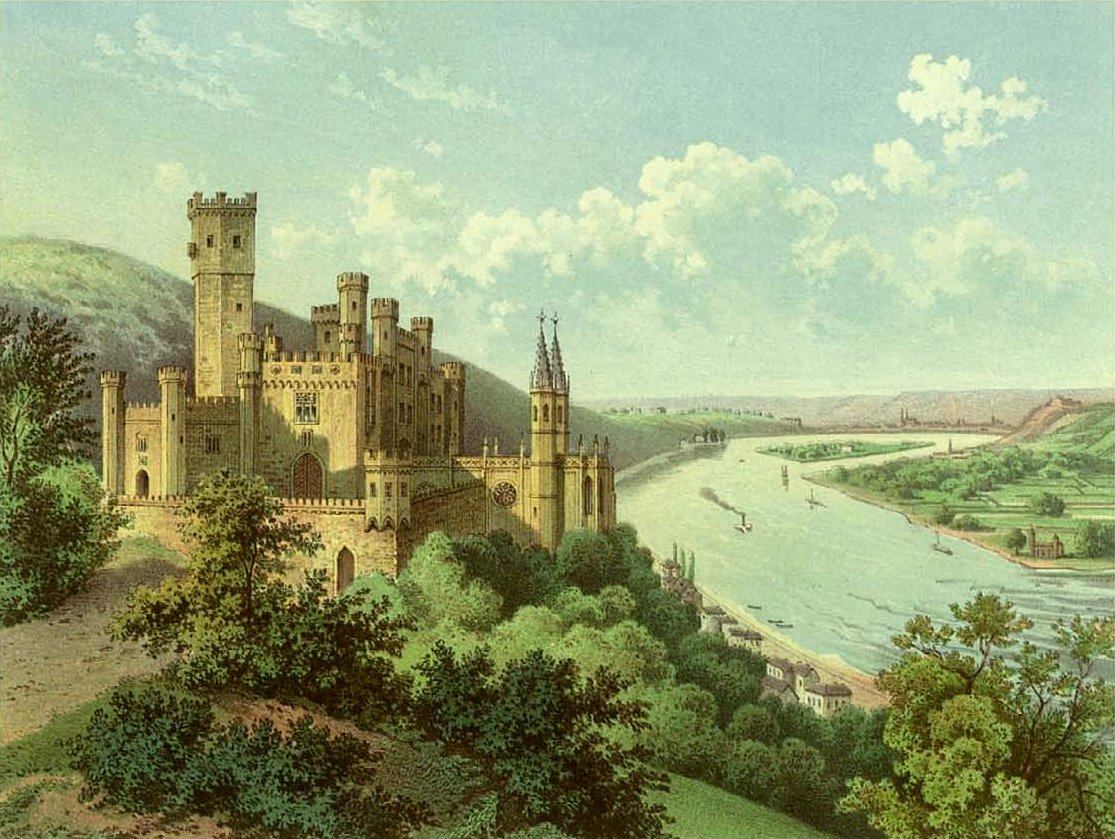
Schloss Stolzenfels
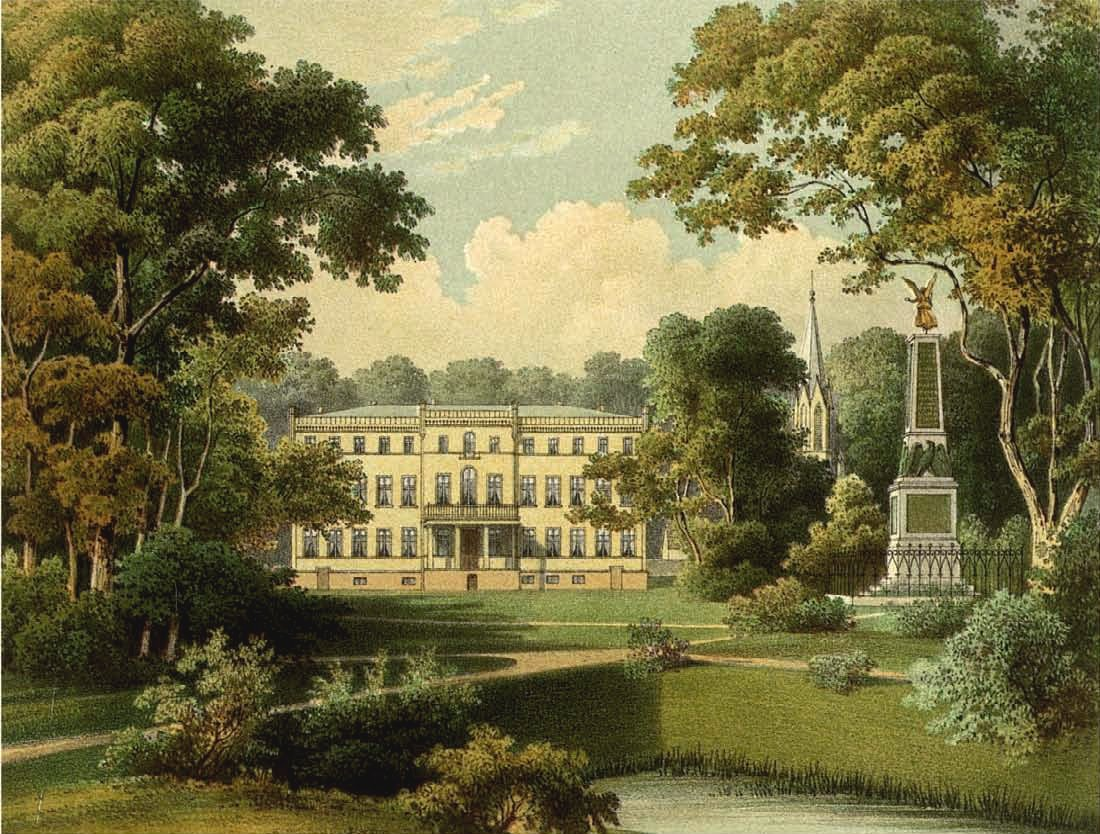
Schloss Tamsel
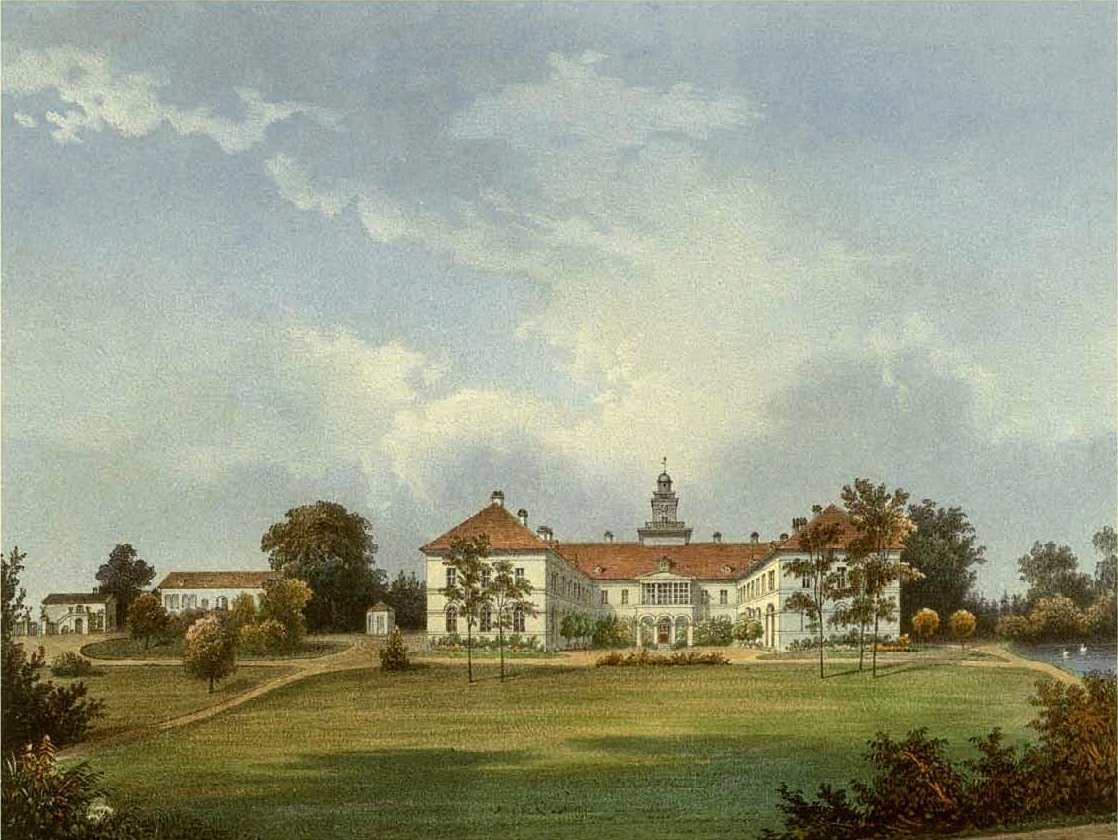
Schloss Tillowitz in Schlesien
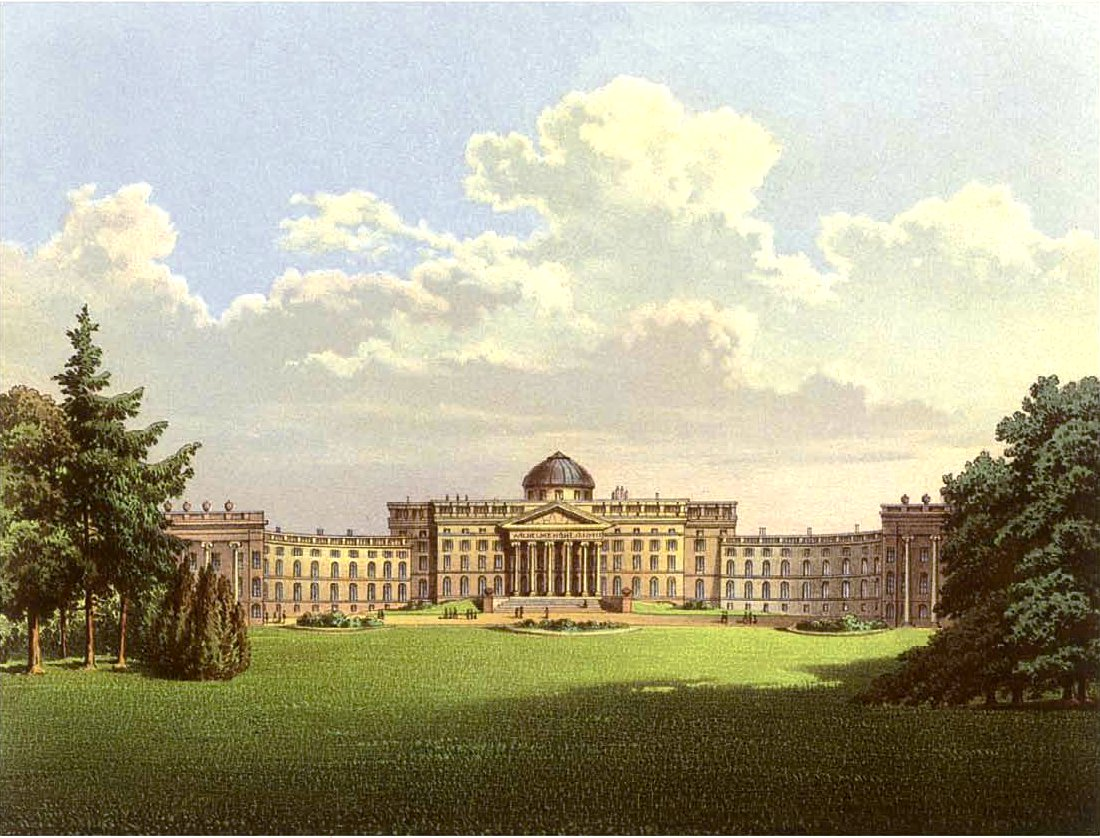
Schloss Wilhelmshöhe in Kassel

Duncker betätigte sich auch als Schriftsteller, so zählen zu seinen Werken:
- 1851: Die Patrioten. Nationales Drama in 3 Abtheilungen
- 1867: Durch Nacht zum Licht. Ein Zeitgedicht
- 1877: Abseits vom Wege. Gedichte eines Laien
- 1886: Angiola Folimarino (Novelle)
- 1891: Ihr Bild (Novelle)
- 1897: Die Schwalben. Eine Geschichte für Kinder